# Liste der Ministerien von Tokelau

Symbol von Tokelau

Dieses ist die Liste der Ministerien von Tokelau. In Tokelau haben die Ministerien die Bezeichnung Department (deutsch etwa Abteilung).

## Ministerien
Stand August 2017
- Department of Economic Development, Natural Resources & Environment (deutsch Abteilung für Wirtschaftsentwicklung, Natürliche Ressourcen und Umwelt)
- Department of Education (Abteilung für Bildung)
- Department of Health (Abteilung für Gesundheit)
- Department of Transport (Abteilung für Verkehr)